# Cladotanytarsus unilinearis
Cladotanytarsus unilinearis är en tvåvingeart som beskrevs av C. John M. Glover 1973. Cladotanytarsus unilinearis ingår i släktet Cladotanytarsus och familjen fjädermyggor. Inga underarter finns listade i Catalogue of Life.